# Danielle Pinnock

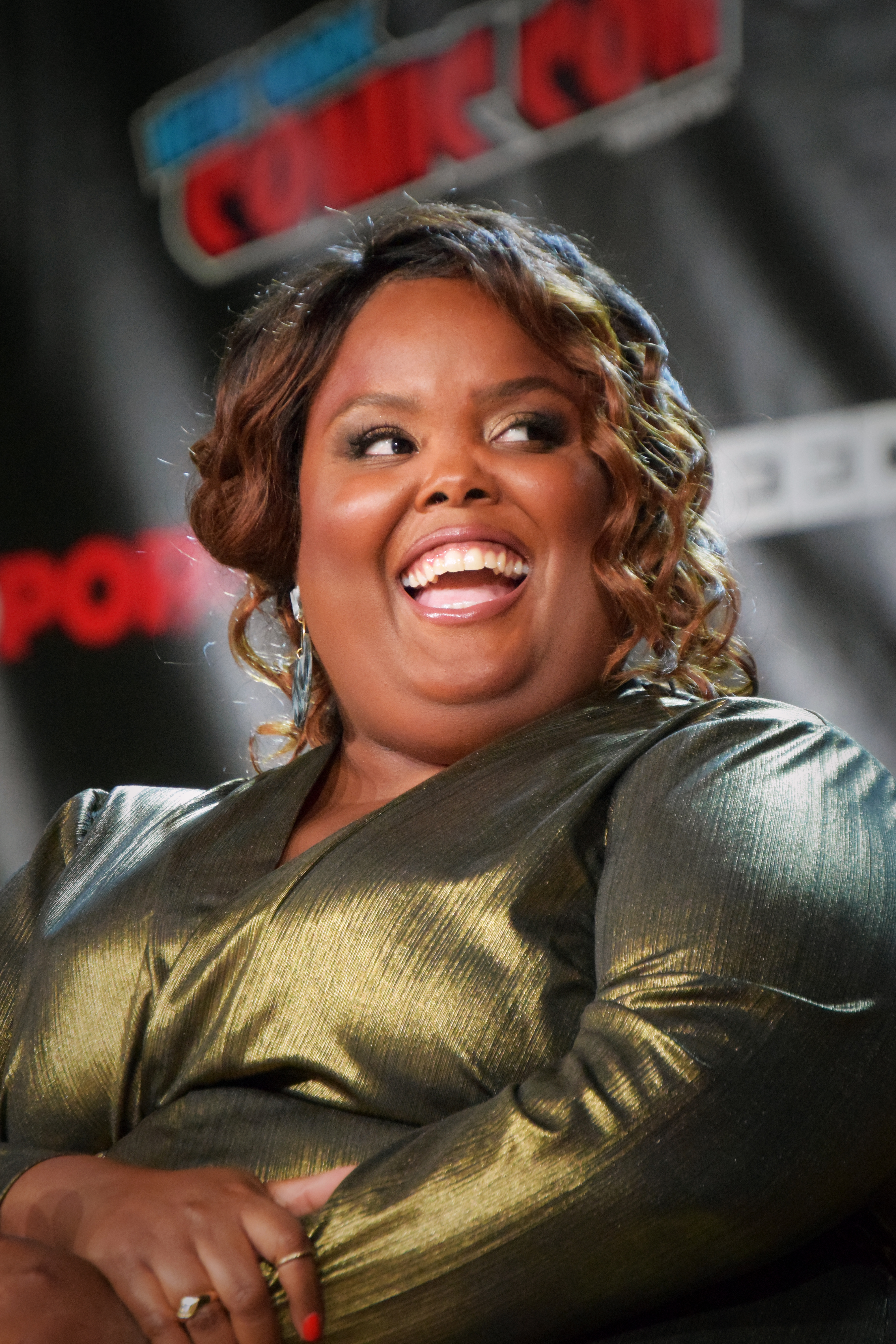
Danielle Pinnock

Danielle Pinnock (* 11. Mai 1988 in Boston, Massachusetts) ist eine US-amerikanische Filmschauspielerin.

## Leben
Danielle Pinnock wurde in Boston geboren, ihre Eltern stammen aus Jamaika. Sie absolvierte ein Schauspiel-Studium an der Temple University in Philadelphia. 2016 zog sie nach Los Angeles, wo sie ihre ersten Rollen in Fernsehserien und am Theater annahm.
Ab 2017 verkörperte sie Ms. Ingram in der Comedy-Serie Young Sheldon. Seit 2021 spielt sie die Jazz-Sängerin „Alberta Haynes“ in der Sitcom Ghosts. Für ihre Rolle in Ghosts hat sie 2025 einen NAACP Image Award für "Outstanding Supporting Actress in a Comedy Series" gewonnen.

## Filmografie (Auswahl)
- 2017–2019: Get Shorty (Fernsehserie, 5 Folgen)
- 2017–2020: Young Sheldon (Fernsehserie, 16 Folgen)
- 2019: Dollface (Fernsehserie, 1 Folge)
- Seit 2021: Ghosts (Fernsehserie)
- 2022: Tell It Like a Woman

## Auszeichnungen
NAACP Image Award
- 2025: Outstanding Supporting Actress in a Comedy Series  (Ghosts)